# Benoît Peschier
Benoît Peschier (Guilherand-Granges, 21 mei 1980) is een Frans kanovaarder gespecialiseerd in slalom. 
Peschier behaalde zijn grootste succes met het winnen van olympisch goud tijdens de Olympische Zomerspelen 2004 in het Griekse Athene. Peschier won met de Franse K-1 ploeg één gouden en één bronzen medaille op de wereldkampioenschappen.

## Belangrijkste resultaten

### Olympische Zomerspelen
| Editie | Plaats | Resultaten |
| ------ | ------ | ---------- |
| 2004   | Athene | K-1 Slalom |

### Wereldkampioenschappen kanoslalom
| Jaar | Plaats              | Resultaten                       |
| ---- | ------------------- | -------------------------------- |
| 2002 | Bourg-Saint-Maurice | 24e K-1 Slalom · K-1 Slalom team |
| 2005 | Penrith             | 5e K-1 Slalom · K-1 Slalom team  |
| 2009 | La Seu d'Urgell     | 19e K-1 Slalom                   |

1972: Siegbert Horn ·
1992: Pierpaolo Ferrazzi ·
1996: Oliver Fix ·
2000: Thomas Schmidt ·
2004: Benoît Peschier ·
2008: Alexander Grimm ·
2012: Daniele Molmenti ·
2016: Joe Clarke ·
2020: Jiří Prskavec ·
2024: Giovanni De Gennaro